# Simonides
Simonides was een Grieks lierdichter.

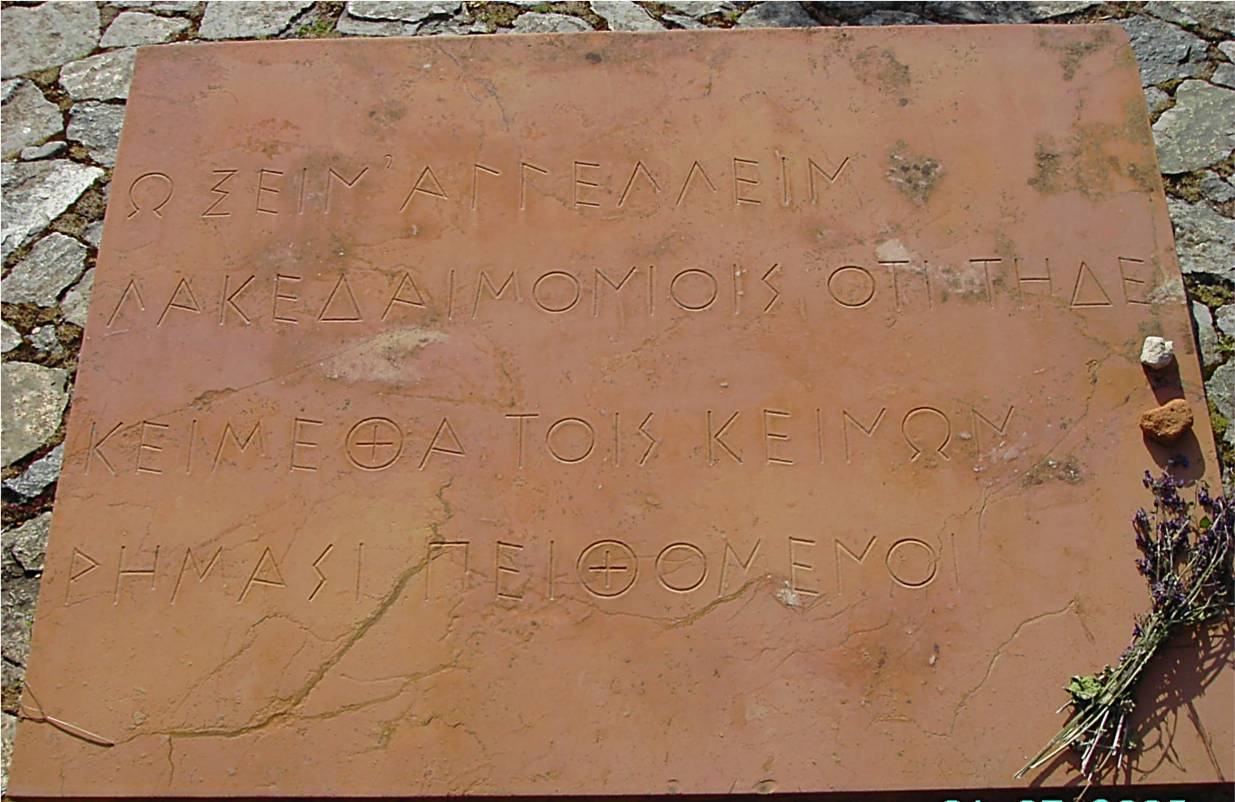
"Vreemdeling, meldt de Spartanen dat wij hier gevallen zijn, gehoorzaam aan hun bevelen"
Dichtregel van Simonides naar aanleiding van de Slag bij Thermopylae.

Simonides werd geboren te Keos, een van de Cycladen in de Egeïsche Zee. Over het algemeen nemen geleerden  aan dat de dichter tussen ca. 556 v.C. en 468 v.C. leefde. Deze tijdsspanne brengt echter een aantal problemen met zich mee: enerzijds zou Simonides volgens deze data op tachtigjarige leeftijd nog volop actief geweest zijn, anderzijds zou hij zo'n vijftig jaar ouder geweest zijn dan zijn neefje Bacchylides, ook een gerenommeerd lierdichter. Zelfs antieke bronnen, zoals de tiende-eeuwse Byzantijnse encyclopedie Suda (Suda, Simonides, IV 361, 5-7.), zijn het over zijn geboortedatum niet eens:
"He was born in the 56th Olympiad (556/552 BC) or according to some writers in the 62nd (532/528 BC) and he survived until the 78th (468/464 BC), having lived eighty-nine years." Vertaling van Campell, D. (1991).
Simonides verbleef lange tijd te Athene, aan het hof van de tiran Hipparchus. Na de moord op Hipparchus, in het midden van zijn carrière, verliet hij Athene en week uit naar de streek Thessalië, waar hij de gastvrijheid van de Aleuadae en Scopadae genoot, twee machtige families binnen de Thessalische aristocratie. Scopas, een van Simonides beschermheren, zou hem de opdracht gegeven hebben een overwinningsode te schrijven voor een boxer (die bol zou gestaan hebben van referenties naar de mythische tweeling Castor en Pollux).
In 490 v.Chr. keerde hij terug naar Athene, waar hij bevriend werd met Themistocles. Na de Perzische Oorlogen week hij uit naar het hof van Hiëron I, te Syracuse, waar hij in 468 v.Chr. overleed en begraven werd. Simonides was de oom van Bacchylides, een andere lierdichter.
In de Oudheid roemde men hem om zijn woordkeuze en zijn harmonieuze stijl. Simonides was een veelzijdig dichter, die alle genres van de koorlyriek beoefende. Hij is echter vooral bekend om zijn overwinningsliederen ("epinikia", ook bij sportwedstrijden) en graf-epigrammen (onder andere voor de gesneuvelden van Marathon en de Thermopylae). Daarnaast wordt hij gezien als de grondlegger van de geheugenkunst. In de Protagoras van Plato is een gedicht van hem onderwerp van gesprek.

## Ode aan Scopas, PMG542

### Griekse tekst
1 ἄνδρ' ἀγαθὸν μὲν ἀλαθέως γενέσθαι
χαλεπὸν, χερσίν τε καὶ ποσὶ καὶ νόωι
τετράγωνον, ἄνευ ψόγου τετυγμένον·
θεὸς ἂν μόνος τοῦτ' ἔχοι γέρας‧ ἄνδρα δ' οὐκ
5 ἔστι μὴ οὐ κακὸν ἔμμεναι,
ὃν ἀμήχανος συμφορὰ καθέληι·
πράξας γὰρ εὖ πᾶς ἀνὴρ ἀγαθός,
κακὸς δ' εἰ κακῶς, <οὓς
δ' οἱ θεοὶ φιλέωσιν
10 πλεῖστον, εἰσ' ἄριστοι.>
οὐδ᾽ ἐμοὶ ἐμμελέως τὸ Πιττάκειον
νέμεται, καίτοι σοφοῦ παρὰ φωτὸς εἰ-
ρημένον· χαλεπὸν φάτ' ἐσθλὸν ἔμμεναι.
<ἐμοὶ ἀρκέει> μητ' <ἐὼν> ἀπάλαμνος εἰ-
15 δώς τ' ὀνησίπολιν δίκαν,
ὑγιὴς ἀνήρ· οὐ<δὲ μή νιν> ἐγώ
μωμήσομαι· τῶν γὰρ ἠλιθίων
ἀπείρων γενέθλα.
πάντα τοι καλά, τοῖσίν
20 τ' αἰσχρὰ μὴ μέμεικται.
τοὔνεκεν οὔ ποτ' ἐγὼ τὸ μὴ γενέσθαι
δυνατὸν διζήμενος κενεὰν ἐς ἄ-
πρακτον ἐλπίδα μοῖραν αἰῶνος βαλέω,
πανάμωμον ἄνθρωπον, εὐρυεδέος ὅσοι
25 καρπὸν αἰνύμεθα χθονός·
ἐπὶ δ' ὔμμιν εὑρὼν ἀπαγγελέω.
πάντας δ' ἐπαίνημι καὶ φιλέω,
ἑκὼν ὅστις ἔρδηι
μηδὲν αἰσχρόν· ἀνάγκαι
30 δ' οὐδὲ θεοὶ μάχονται.

### Vertaling
Voor een man is echt goed worden moeilijk,
met perfecte handen en ook voeten en geest, 
goed gevormd zonder fouten: 
Enkel een god zou dit geschenk kunnen hebben: 
maar een man, het kan niet dat hij niet slecht zou zijn, 
wanneer een onbeheersbaar ongeluk hem neerhaalt:
ant elke man, als het goed gaat met hem, is goed; 
maar hij is slecht als het slecht gaat,
<van hen houden de Goden 
het meest, zij die goed zijn>
Maar voor mij lijkt de uitspraak van Pittakos niet gepast, 
hoewel hij wijs is sprekend van de kant van het licht: 
hij zei dat het moeilijk is om goed te zijn.
voor mij is hij goed genoeg als hij niet bandeloos is
en hij de voordelige zaken voor de staat weet,
een deugdzame man: ik zal hem niet bekritiseren:
want is er geen geslacht van oneindige dwazen.
Zie je, alles is goed, 
als er geen schadelijke zaken in vermengd zitten.
Daarom zal ik nooit mijn deel van het leven weggooien 
naar lege tevergeefse hoop, 
zoekend naar wat onmogelijk kan gebeuren, 
een volledig schuldloze man, wij allen die 
vruchten nemen van de ruime grond: 
wanneer ik er één vind, zal ik het aan jullie melden. 
Ik prijs en hou van alle mannen, 
die bewust niets schandelijks doen: 
maar tegen noodzaak
vechten zelfs de goden niet.

### Over de editie
Dit is niet de meest conventionele versie van tekst, maar een reconstructie van Adam Beresford. Deze tekstuitgave zou volgens Beresford een meer leesbare en volledigere versie zijn: hij voegt onder andere zeven regels toe die in de meer gangbare versie zijn weggelaten (r. 14-20.), en past de volgorde van sommige regels aan. 

### Betekenis
Hoewel de tekst qua woordenschat niet moeilijk is, is een goede betekenis eruit halen toch ingewikkeld. Simonides lijkt zichzelf herhaaldelijk tegen te spreken en de verschillende zinnen lijken geen samenhang te hebben. Dit zou kunnen omdat Plato de verschillende tekstfragmenten door elkaar heeft gehaald en er geen zekerheid is over de volgorde waarin de verschillende stukken tekst moeten staan. Er zijn dus veel mogelijke interpretaties voor de betekenis van het gedicht. In Plato's Protagoras spreekt men over het verschil tussen goed zijn en goed worden, wat soms als de betekenis wordt aangenomen. Sommige filologen, zoals Wilamowitz, Bowra, Dickie of Donlan, geloven dat het gaat over een verschil tussen twee concepten van wat een goede man is, namelijk enerzijds een aristocratisch ideaal en anderzijds een nieuwer ethisch idee van goedheid. Over naar welk idee Simonides verwijst en waar we dit in het gedicht terug kunnen vinden, is geen consensus. (Beresford, 2008, p.2).

## Simonides in Plato'sProtagoras
Simonides’ werk is bijna uitsluitend fragmentarisch bewaard gebleven: slechts één gedicht is bijna in zijn geheel overgeleverd, de Ode aan Scopas (PMG 542). Plato citeert het gedicht in zijn dialoog Protagoras, waarin de gelijknamige filosoof in gesprek treedt met Sokrates en Prodicus. Centraal staat de deugd: wat is deugd? Is de deugd een aangeboren eigenschap of kan men het aanleren? Binnen deze context haalt Protagoras Simonides’ gedicht aan. (Pl. Prt. 339B-347B.)
Aangezien de gesprekspartners de ode steeds in secties citeren, is het (zoals hierboven reeds vermeld) niet helemaal duidelijk hoe het oorspronkelijke werk er in zijn geheel moet hebben uitgezien. Geleerden trachten het gedicht te reconstrueren, maar een unanieme consensus is er niet. Bij het lezen van het gedicht stoot men dan ook op een aantal moeilijkheden: Simonides lijkt zichzelf herhaaldelijk tegen te spreken en bij sommige zinnen ontbreekt de samenhang. Dit zou enerzijds een gevolg kunnen zijn van een foute citatie van Plato zelf, anderzijds van een verkeerde reconstructie.
Bijgevolg zijn er ook op vlak van inhoudelijke interpretatie verschillende speculaties. De volgende interpretatie is gangbaar binnen de relevantie van Plato’s dialoog, namelijk met de vraag “Wat is de deugd?” in het achterhoofd. Simonides lijkt te zeggen dat perfectie voor de mens onhaalbaar is; het is enkel voor de goden weggelegd. Vervolgens stelt hij dat hij het echter niet eens is met wat Pittacus zegt, namelijk dat het voor de mens moeilijk is om goed te zijn. Hier bedoelt Simonides dus – en in deze verzen ontbreekt voor sommigen de nuance waardoor men zou kunnen stellen dat Simonides zichzelf tegenspreekt – dat de mens geen goddelijke perfectie kan bereiken, maar wel kan proberen om binnen zijn menselijke beperkingen het juiste te doen. Dat in tijden van zware tegenslag de mens hier soms in faalt, omdat een moeilijke situatie hem tot slecht handelen dwingt, is volledig normaal. In Protagoras geeft Plato dit weer door een onderscheid te maken tussen goed zijn en goed worden: goed zijn, constante perfectie, is niet menselijk. Goed worden, na tegenslag opnieuw het juiste pad kiezen, dat kan een mens wel.
In dit gedicht weerklinkt een ontroerend humanitair karakter: de poëet erkent de moeilijkheden van het leven en hoe die de mens op de proef stellen. Hij “vergeeft” als het ware de lezer voor zijn gebreken, toont begrip en troost hem door te zeggen: “Ook al maak je fouten, je bent nog steeds een goed mens.”
Door Simonides’ gedicht op te nemen in zijn werk, poneert Plato hem als een relevant dichter, wiens kunst (en de opvattingen die erin vervat zitten) een debat waardig zijn.

## Taalgebruik en Stijl
Simonides hanteert in zijn lyriek voornamelijk het Ionisch dialect, aangezien zijn geboorteplaats Ceos binnen het Ionisch taalgebied ligt. In sommige werken gebruikt hij echter ook het Dorisch en Episch dialect. Soms vinden we zelfs Aeolische vormen terug: in de Ode voor Scopas vind je bijvoorbeeld de Aeolische variant ἐπαίνημι terug, alsook het Epische τοῖσίν.
Over het algemeen schrijft Simonides vrij onomwonden: hij hanteert een simpele woordenschat en bouwt zijn zinnen relatief ongecompliceerd op. Door eenvoudige taal soms af te wisselen met decoratieve epitheta, creëert hij een harmonisch evenwicht dat iedereen aanspreekt. Of in de woorden van de Romeinse retoricus Quintilianus (Quintilianus, Inst. 10.1.64.):
"Simonides has a simple style, but he can be commended for the aptness of his language and for a certain charm; his chief merit, however, lies in the power to excite pity, so much so that some prefer him in this respect to all other writers of the genre." Vertaling van David, A. (1991).
Zowel qua inhoud als qua taalgebruik maakt Simonides’ regelmatig gebruik van tegenstellingen. Zo wordt in de Ode aan Scopas het vers “ὅσοι καρπὸν αἰνύμεθα χθονός” aan de hand van een metafoor en ongebruikelijke woordplaatsing zeer poëtisch ingevuld. In het daaropvolgende vers komt Simonides echter meteen ter zake met de woorden “ἐπὶ δ' ὔμμιν εὑρὼν ἀπαγγελέω”. Deze formulering leunt veel dichter aan bij de spreektaal en creëert zo een sterk taalkundig contrast met het voorgaande.
- Bibsys: 95004749
- Biblioteca Nacional de España: XX879469
- Bibliothèque nationale de France: cb124260407 (data)
- Catàleg d'autoritats de noms i títols de Catalunya: 981058518563806706
- CiNii: DA09791641
- Gemeinsame Normdatei: 118614517
- International Standard Name Identifier: 0000 0003 7425 126X
- Library of Congress Control Number: n85298996
- Nationale Bibliotheek van Letland: 000067381
- Nationale Bibliotheek van Tsjechië: jn20011211025
- Nationale Bibliotheek van Israël: 987007296852005171
- Nationale Bibliotheek van Polen: a0000001210395
- Nationale en Universitaire bibliotheek Zagreb: 000575886
- Nederlandse Thesaurus van Auteursnamen: 068555318
- Réseau des bibliothèques de Suisse occidentale: 02-A016318244
- Istituto Centrale per il Catalogo Unico: RAVV062796
- LIBRIS: 208825
- SNAC: w6x95sfj
- Système universitaire de documentation: 033474575
- Virtual International Authority File: 3926768
- WorldCat: E39PCjBYtm4xhyMVxQFCDhFWj3